# Il vento nei salici (film 1995)
Il vento nei salici (The Wind in the Willows), talvolta conosciuto in Italia come Il vento tra i salici, è un film a tecnica mista del 1995 diretto da Dave Unwim.
Il film è prodotto da TVC London, Carlton UK Productions, HiT Entertainment e The Family Channel e distribuito dalla ITV Studios e GoodTimes Entertainment. È ispirato al romanzo Il vento tra i salici di Kenneth Grahame.

## Personaggi

### Attori
- Nonna/Narratrice, interpretata da Vanessa Redgrave, doppiata da Angiola Baggi e da Stefania Patruno (ridoppiaggio)
- Alexandra, interpretata da Jemima Ffyne, doppiata da Domitilla D'Amico
- Emma, interpretata da Jordan Hollywood
- Edward, interpretato da Tom Stourton, doppiato da Flavio Aquilone

### Personaggi animati
- Rospo, doppiato in originale da Rik Mayall e in italiano da Mino Caprio e da Claudio Moneta (ridoppiaggio)
- Talpa, doppiato in originale da Alan Bennett e in italiano da Paolo Brosio[3] (doppiaggio originale) e da Riccardo Rovatti (ridoppiaggio).
- Topo, doppiato in originale da Michael Palin e in italiano da Mario Cordova e da Pietro Ubaldi (ridoppiaggio)
- Tasso, doppiato in originale da Michael Gambon e in italiano da Saverio Moriones e da Alessandro D'Errico (ridoppiaggio)
- Magistrato, doppiato in originale da James Villiers e in italiano da Gianni Bonagura
- Figlia del carceriere, doppiata in originale da Emma Chambers e in italiano da Cinzia Villari

## Distribuzione
Il film è stato distribuito nel Regno Unito il 25 dicembre 1995 e in Italia direttamente in VHS da Alfadedis Entertainment nell'ottobre 1997.